# Чжао Шаша
Чжао Шаша (кит.: 赵 沙沙; нар. 17 вересня 1987, Біньчжоу, провінція Шаньдун) — китайська борчиня вільного стилю, дворазова бронзова призерка чемпіонатів світу, триразова чемпіонка Азії, учасниця Олімпійських ігор.

## Життєпис
Боротьбою почала займатися з 2005 року
Виступала за спортивний клуб Шаньдуну. Тренер — Сю Женьтао.

## Спортивні результати на міжнародних змаганнях

### Виступи на Олімпіадах
| Змагання                    | Збірна | Вагова категорія          | Місце |
| --------------------------- | ------ | ------------------------- | ----- |
| Літні Олімпійські ігри 2012 | Китай  | жіноча боротьба, до 48 кг | 18    |

### Виступи на Чемпіонатах світу
| Змагання                        | Збірна | Вагова категорія          | Місце  |
| ------------------------------- | ------ | ------------------------- | ------ |
| Чемпіонат світу з боротьби 2010 | КНР    | жіноча боротьба, до 48 кг | Бронза |
| Чемпіонат світу з боротьби 2011 | КНР    | жіноча боротьба, до 48 кг | Бронза |

### Виступи на Чемпіонатах Азії
| Змагання                       | Збірна | Вагова категорія          | Місце  |
| ------------------------------ | ------ | ------------------------- | ------ |
| Чемпіонат Азії з боротьби 2010 | КНР    | жіноча боротьба, до 48 кг | Золото |
| Чемпіонат Азії з боротьби 2011 | КНР    | жіноча боротьба, до 51 кг | Золото |
| Чемпіонат Азії з боротьби 2012 | КНР    | жіноча боротьба, до 48 кг | Золото |

### Виступи на Азійських іграх
| Змагання           | Збірна | Вагова категорія          | Місце |
| ------------------ | ------ | ------------------------- | ----- |
| Азійські ігри 2010 | КНР    | жіноча боротьба, до 48 кг | 11    |

### Виступи на Кубках світу
| Змагання                    | Збірна | Вагова категорія          | Місце  |
| --------------------------- | ------ | ------------------------- | ------ |
| Кубок світу з боротьби 2010 | КНР    | жіноча боротьба, до 48 кг | Срібло |
| Кубок світу з боротьби 2012 | КНР    | жіноча боротьба, до 51 кг | Бронза |

### Виступи на інших змаганнях
| Змагання                               | Збірна | Вагова категорія          | Місце  |
| -------------------------------------- | ------ | ------------------------- | ------ |
| Міжнародний меморіал Дейва Шульца 2010 | КНР    | жіноча боротьба, до 48 кг | Золото |